# Giovanni Luca Conforti
Giovanni Luca Conforti (a volte scritto anche come Conforto; Mileto, 1560 – 11 maggio 1608) è stato un compositore italiano e un importante cantante in falsetto che scrisse un libro di esercizi sugli abbellimenti barocchi, Breve et facile maniera d'essercitarsi ad ogni scolaro o Breve e facile maniera di esercitarsi per ogni studente, ancora in uso.

## Biografia
Conforti nacque a Mileto, in Calabria. Cantò nella Cappella musicale pontificia sistina dal 1580 al 31 ottobre 1585, dalla quale fu espulso insieme a molti dei suoi colleghi per essersi uniti alla Congregazione dei Musici di Roma, la cui appartenenza era vietata ai cantori papali. Successivamente gli fu permesso di rientrarvi.
Nel 1586 pare che fosse al servizio del duca di Sessa, quando il cardinale Scipione Gonzaga e il protonotario Camillo Capilupi lo raccomandarono per il servizio alla corte di Mantova, Nelle lettere di raccomandazione vengono fornite descrizioni della voce e dello stile di Conforti. Quando Capilupi lo sentì cantare musiche quaresimali, lo proclamò il miglior falsettista di Roma, lodando la risonanza, l'improvvisazione e l'ornamentazione di Conforti. Le lettere del cardinale Gonzaga dicono che Conforti cantava con abilità sia il contralto che il soprano, il primo con voce piena, e il secondo con un tono dolce. La sua abilità impressionò molti e fu considerato un virtuoso solista di spicco.
Nello stesso anno Conforti è noto per aver cantato alla Santissima Trinità dei Pellegrini, luogo in cui si esibivano tutti i musicisti più noti dell'epoca. Nel 1595 si esibì in una cerimonia quaresimale presso l'Arciconfraternita del Santissima Crocefisso sotto la direzione di Luca Marenzio, un eminente compositore romano.
Conforti finì per non recarsi a Mantova per ritardi burocratici, ma andò a prestare servizio al S. Luigi dei Francesi di Ruggiero Giovanelli a Tivoli. Rimase lì dal 1° giugno 1587 al 30 aprile 1588. Nel 1591, servì nuovamente la cappella papale fino alla sua morte, nel 1608.

## Lavori

### Breve e facile maniera di esercitarsi per ogni studente
Il Breve et facile maniera d'essercitarsi ad ogni scolaro di Conforti è uno dei pochi libri sull'abbellimento vocale scritti alla fine del XVI secolo. È specificatamente rivolto anche agli strumentisti ("quei che sonano di Viola, o di altri instromenti da fiato"), e fa quindi parte della corposa letteratura italiana di diminuzione e ornamento del XVI secolo, che inizia con la Fontegara di Silvestro Ganassi del 1535 e comprende i trattati di Diego Ortiz, Giovanni Maffei, Girolamo Dalla Casa, Giovanni Bassano, Riccardo Rogniono, Giovanni Battista Bovicelli e Aurelio Virgiliano. Ad oggi si contano tre copie originali, due nella British Library e una nel Museo internazionale e biblioteca della musica di Bologna. Tutti hanno la stessa data di pubblicazione quasi illeggibile, solitamente indicata come 1593, anche se non ci sono prove esterne a supporto di questa o di qualsiasi altra data.
Il libro è stato scritto per consentire agli studenti di apprendere in modo rapido e semplice l'arte dell'ornamentazione. Secondo Conforti, seguendo il suo metodo, questo obiettivo potrebbe essere raggiunto in pochi mesi.
Il trattato ha un layout di facile consultazione. Ogni sezione tratta un intervallo ascendente o discendente, presentando passaggi con vari schemi ritmici che diventano progressivamente più difficili. Vengono affrontati la seconda, la terza, la quarta, la quinta, l'ottava e l'unisono. Sono inclusi anche passaggi più elaborati, una tabella di ornamenti convenzionali ed esempi di cadenze abbellite. È inclusa inoltre una conclusione, corredata di esempi.
Nella parte finale, "Dichiarazione circa i brani ai lettori", Conforti afferma che il suo metodo ha lo scopo di aiutare ad abbellire il canto di coloro che non lo possiedono in modo naturale. Consiglia di imparare e memorizzare ogni sezione in nove giorni e di apprendere tutti gli esercizi in meno di due mesi. Dopo aver completato gli esercizi, i cantanti dovrebbero essere in grado di aggiungere i suoi abbellimenti alle loro linee cantate, così come di poter improvvisare i propri.
Conforti confessa anche che i suoi esercizi non sono esaustivi e che ha incluso solo quelli che ha ritenuto più interessanti, tralasciandone altri per creare meno confusione possibile nelle pagine. Sottolinea l'importanza di seguire il proprio orecchio quando si abbellisce e di capire quali note creeranno una consonanza.
Il manuale è stato scritto a beneficio dei cantanti, ma Conforti ne incoraggia anche l'uso da parte degli strumentisti con esercizi per le dita, ornamenti suggeriti e un metodo per imparare a improvvisare ornamenti da soli.

### Altre opere
Oltre alla Breve e facile maniera, scrisse anche tre volumi di arrangiamenti del Salmo del Vespro e del Magnificat per tre voci e basso continuo. Egli applica il suo sistema di abbellimento, come esposto nel Breve e facile maniera, nei suoi tre volumi di Salmi passaggiati.
Oltre alle proprie opere, Conforti ne raccolse e ne compilò altre, come ad esempio i due volumi di Canzonette a tre voci di Paolo Quagliati (Roma, 1588), per pubblicarli e ne scrisse le dediche. Il secondo di questi contiene Amara vita è quella de gl'amanti di Conforti. Compilò inoltre i Psalmi, motecta, Magnificat, et antiphona Salve Regina diversorum auctorum, pubblicati nel 1592.